# أنطونيو فاسكيز
أنطونيو فاسكيز (بالإسبانية: Antonio Vázquez Mejido)‏ هو نبال إسباني، ولد في 26 يناير 1961 في فيغا ‏ في إسبانيا.

## وصلات خارجية
- أنطونيو فاسكيز على موقع أوليمبيديا (الإنجليزية)